# Кашина Базијано (Милано)
Кашина Базијано је насеље у Италији у округу Милано, региону Ломбардија.
Према процени из 2011. у насељу је живело 44 становника. Насеље се налази на надморској висини од 107 м.